# غريميو نوفوريزونتينو
نادي غريميو نوفوريزونتينو لكرة القدم (بالبرتغالية: Grêmio Esportivo Novorizontino) نادي كرة قدم برازيلي . تم تأسيس النادي في سنة 1937 وتم حل النادي في 1999.

## بطولات
- وصيف بطولة باوليستا 1990